# 国立病院機構久里浜医療センター
独立行政法人国立病院機構 久里浜医療センター（どくりつぎょうせいほうじん こくりつびょういんきこう くりはまいりょう センター）は、神奈川県横須賀市にある医療機関。旧国立療養所久里浜病院→久里浜アルコール症センター。政策医療分野における精神疾患の基幹医療施設であり、国立の医療機関として初のアルコール症専門病棟を設置した。

## 沿革
- 1941年6月1日 - 横須賀海軍病院野比分院として開院。
- 1942年 - 野比海軍病院として発足。
- 1945年12月1日 - 海軍解体により厚生省へ移管、国立久里浜病院となる。
- 1946年 - 看護婦養成所を併設。
- 1946年2月20日 - 昭和天皇が行幸[2]。
- 1947年4月 - 国立療養所に転換、国立療養所久里浜病院と改称。
- 1963年7月 - 国立医療機関として初のアルコール専門病棟設置。
- 1976年3月 - 結核病床の全面廃止。
- 1989年1月 - WHOアルコール関連問題研究・研修センターに指定[1]。
- 2001年1月6日 - 厚生労働省所管となる。
- 2004年4月1日 - 独立行政法人国立病院機構久里浜アルコール症センターとして発足。
- 2006年4月 - 医療観察法病棟を設置。
- 2008年10月 - 2か所目の医療観察法病棟を設置。
- 2011年7月 - 日本初となるインターネット依存症のためのネット依存治療部門を外来を設置[1]。
- 2012年4月1日 - 独立行政法人国立病院機構久里浜医療センターとして発足。思春期・青年期精神科外来を設置。
- 2021年10月 - 鉄筋4階建ての新病棟が完成し、従来の入院病棟を閉鎖。

## 診療科
- 精神科（アルコール科）
- 内科
- 心療内科
- 神経内科
- 消化器科
- リハビリテーション科
- 放射線科
- 歯科

## 看護配置
- 一般病床　10対1
- 精神病床　13対1
- 看護補助加算2

## 施設基準
- 入院基本料・入院医学管理料
- 一般病棟入院基本料（2）
- 入院基本料加算
- 看護補助加算2
- 救急医療管理加算
- 医療安全対策加算1
- 精神科地域移行実地加算
- 精神科身体合併症管理加算
- 重度アルコール依存症入院医学管理加算
- 後発医薬品（ジェネリック医薬品）使用体制加算
- 総合評価加算
- 指導管理等
- ニコチン依存症管理料
- 認知症専門診断管理料
- 検体検査管理加算（2）
- 遠隔画像診断2
- 単純CT撮影（16列未満マルチスライス型の機器）

## 指定・認定
- 医療観察法に基づく指定入院医療機関
- 依存症専門医療機関 [1]
- 地域型認知症疾患医療センター

## 交通
京浜急行バス
- 久3系統 「久里浜医療センター」バス停
- 久8系統 「野比海岸」バス停